# 布魯諾·霍費爾
布魯諾·霍費爾（德語：Bruno Hofer，1861年12月15日—1916年7月7日）是一名德國魚類學家，被譽為魚類病理學的奠基人。

## 生平
霍費爾於1861年出生於普魯士省雷恩。他曾在柯尼斯堡大學主修自然科學，1887年在慕尼黑大學獲得博士學位，師從理查德·赫特維希。隨後，他在慕尼黑動物研究所擔任助理，並於1889年獲得特許任教資格。他在動物研究所擔任大學講師，並於1891年獲得巴伐利亞王國國籍。1894年，他被任命為國家動物收藏館館長，兩年後成為慕尼黑獸醫大學魚類學講師。1898年，他被授予動物學和魚類學副教授職位，1904年被授予正教授職位。
在他的職業生涯中，他還擔任過巴伐利亞皇家漁業研究站和巴伐利亞皇家養魚研究站站長、巴伐利亞漁民協會副主席以及《Allgemeine Fischereizeitung》雜誌編輯。1909年，他確定阿梅爾湖白鮭（Coregonus bavaricus）的種類。1916年，霍費爾在慕尼黑去世，享年54歲。

## 出版
霍費爾在魚類寄生蟲學和病理學領域尤為活躍，他撰寫了有關該領域的綜合性德文著作《魚類病理學》（Fischkrankheitslehre），以及《魚類病理學手冊》（Handbuchder Fischkrankheiten，1904年）、《中歐的水生物》（Die Süßwasserfische von Mitteleuropas，1908年）、《關於湖泊》（Überdie Krebspest，1898年）等200多本著作。1896年，他撰寫了博登湖湖沼學研究報告《博登湖野生動物的分佈》（Die Verbreitung der Thierwelt im Bodensee）。他最重要的著作之一是在分類學上描述了黏孢子蟲寄生蟲——腦黏體蟲（Myxobolus cerebralis）。霍費爾也因其早期在環境保護方面的工作而知名，尤其是在保護水質和飲用水資源方面。

## 外部連結
- 互联网档案馆中布魯諾·霍費爾的作品或与之相关的作品
- Dissertation's abstract about Hofer